# Burchard I van Zwaben
Burchard I van Zwaben (855/860 - 23 november 911) was een van de grondleggers van het hertogdom Zwaben.

## Leven en loopbaan
Burchard was graaf van de Thurgau (groter dan het huidige kanton) en de Baar (de Bertoldsbaar?), en was rond 900 de machtigste man in Zwaben. In 904 werd hij daarbij voogd van de Abdij van Lorsch en in 909 markgraaf van Rhetië. Bij die gelegenheid werd hij hertog van Zwaben genoemd maar strikt genomen bestond die functie in deze tijd nog niet. Na Burchards dood werd paltsgraaf Erchanger de eerste formele hertog, overigens daartoe door de adel uitgeroepen en niet door de koning benoemd. Dat Burchard hertog werd genoemd betekent vermoedelijk niet meer dan dat hij onbetwist de machtigste edelman van de Zwabische stam was.
Burchard kwam in conflict met paltsgraaf Erchanger van Zwaben en bisschop Solomon van Konstanz en de abt van St Gallen, die behoorden tot de partij van koning Koenraad I. Hij werd samen met zijn broer Adalbert gevangengenomen, door de Zwabische landdag veroordeeld op grond van hoogverraad. Burchard werd gedood door een edelman Anselm.

## Familie
Burchard was zoon van Adalbert II de Doorluchtige van de Thurgau (ca. 820 - ca. 903), graaf van de Alpgau, de Thurgau, de Hegau en in de Bertoldsbaar, bekend van schenkingen aan St Gallen en Reichenau. Adalbert was zoon van Hunfrid II van Rhetië die in 824 keizerlijk gezant naar Rome was. Hunfrids vader was Hunfrid I van Istrië (ca. 750 - na 808), markgraaf van Istrië en Rhetië.
Burchard was vermoedelijk getrouwd met Liutgard van Saksen (haar tweede huwelijk). Deze aanname is alleen gebaseerd op het gegeven dat de vrouw van Burchard Liutgard heette en op het gegeven dat Aschaffenburg eerst van Liutgard was en daarna deel uitmaakt van het erfgoed van de familie van Burchard. Burchard en Liutgard kregen minstens twee kinderen:
- Burchard II van Zwaben (-926)
- Udalrich (-885)

Liutgard stond bekend om haar ambitie en zal een belangrijke kracht achter de loopbaan van Burchard zijn geweest.